# (12) Victòria
(12) Victòria és un gran asteroide del cinturó d'asteroides. Està compost probablement per roca silícea i níquel-ferro. Fou descobert per John Russell Hind el 13 de setembre de 1850, des de l'Observatori George Bishop de Londres. Té assignat el nombre 12.
Està oficialment batejat com a Victòria, deessa romana de la victòria, però també en honor de la reina Victòria d'Anglaterra.
Observacions de radar i d'interferometria de clapejat demostren que Victòria té una forma allargada i se sospita que és un asteroide binari.
Victòria ha estat observat ocultant estrelles 3 vegades.